# Новомлинівська сільська рада (Сновський район)
Новомлині́вська сільська́ ра́да — адміністративно-територіальна одиниця та орган місцевого самоврядування у Щорському районі Чернігівської області. Адміністративний центр — село Нові Млини.

## Загальні відомості
Новомлинівська сільська рада утворена в 1929 році.
- Територія ради: 34,091 км²
- Населення ради: 525 осіб (станом на 2001 рік)

## Населені пункти
Сільській раді підпорядковані населені пункти:
- с. Нові Млини
- с. Лосєва Слобода

## Склад ради
Рада складається з 12 депутатів та голови.
- Голова ради: Згонник Олена Миколаївна
- Секретар ради: Победаш Марія Миколаївна

### Керівний склад попередніх скликань
| ПІБ                      | Основні відомості                                                                                         | Дата обрання | Дата звільнення |
| ------------------------ | --- | ------------ | --------------- |
| Згонник Олена Миколаївна | Сільський голова, 1970 року народження, освіта середня спеціальна, Всеукраїнське об'єднання «Батьківщина» | 26.03.2006   | 31.10.2010      |
| Згонник Олена Миколаївна | Сільський голова, 1970 року народження, освіта середня спеціальна, Всеукраїнське об'єднання «Батьківщина» | 31.10.2010   |                 |

Примітка: таблиця складена за даними джерела

### Депутати
За результатами місцевих виборів 2010 року депутатами ради стали:

#### За суб'єктами висування
| Суб'єкт висування | Кількість обраних депутатів | %    |
| ----------------- | --------------------------- | ---- |
| Партія регіонів   | 5                           | 41,7 |
| Самовисування     | 4                           | 33,3 |
| Народна партія    | 3                           | 25   |

#### За округами
| № округу        | Прізвище, ім'я, по батькові    | Дата визнання обраним | Освіта  | Партійна приналежність | Відомості про обраного депутата              |
| --------------- | ------------------------------ | --------------------- | ------- | ---------------------- | -------------------------------------------- |
| Народна Партія  |                                |                       |         |                        |                                              |
| 4               | Гайдук Надія Федорівна         | 05.11.2010            | вища    | позапартійна           | Новомлинська загальноосвітня школа, директор |
| 5               | Победаш Марія Миколаївна       | 05.11.2010            | вища    | позапартійна           | Новомлинська сільська рада, секретар         |
| 10              | Щербина Віктор Олексійович     | 05.11.2010            | вища    | член Народної партії   | Щорський райагролісгосп, майстер лісу        |
| Партія регіонів |                                |                       |         |                        |                                              |
| 2               | Харланчук Валентина Леонідівна | 05.11.2010            | вища    | позапартійна           | магазин, продавець                           |
| 3               | Згонник Тетяна Миколаївна      | 05.11.2010            | вища    | позапартійна           | Новомлинська загальноосвітня школа, вчитель  |
| 7               | Репняк Олексій Григорович      | 05.11.2010            | вища    | позапартійний          | Новомлинська загальноосвітня школа, кочегар  |
| 8               | Дятел Юрій Васильович          | 05.11.2010            | вища    | позапартійний          | тимчасово не працює                          |
| 9               | Біла Ганна Іванівна            | 05.11.2010            | середня | позапартійна           | пенсіонер                                    |
| Самовисування   |                                |                       |         |                        |                                              |
| 1               | Хитра Тетяна Володимирівна     | 05.11.2010            | вища    | позапартійна           | СК «Гарантія», страховий агент               |
| 6               | Дворник Інна Вікторівна        | 05.11.2010            | середня | позапартійна           | по догляду за дитиною                        |
| 11              | Лагута Галина Іванівна         | 05.11.2010            | вища    | позапартійна           | територіальний центр, соціальний працівник   |
| 12              | Лагута Юрій Володимирович      | 05.11.2010            | середня | позапартійний          | тимчасово не працює                          |